# Гюнтер Любе
Гюнтер Любе (нім. Günther Lube; 19 жовтня 1920, Брауншвейг — 2011, Шлезвіг) — німецький офіцер-підводник, оберлейтенант-цур-зее крігсмаріне, капітан-цур-зее бундесмаріне.

## Біографія
16 вересня 1939 року вступив на флот. З 8 листопада 1941 року — 1-й вахтовий офіцер на підводному човні U-254, з жовтня 1942 року — на U-407. В жовтні-грудні 1943 року пройшов курс командира човна. З 28 грудня 1943 по 3 липня 1944 року — командир U-139, з 11 липня 1944 по 5 травня 1945 року — U-552.

## Звання
- Кандидат в офіцери (16 вересня 1939)
- Морський кадет (1 листопада 1940)
- Фенріх-цур-зее (1 липня 1940)
- Оберфенріх-цур-зее (1 липня 1941)
- Лейтенант-цур-зее (1 березня 1942)
- Оберлейтенант-цур-зее (1 жовтня 1943)